# Teluk Naga
Teluk Naga is een bestuurslaag in het regentschap Tangerang van de provincie Banten, Indonesië. Teluk Naga telt 13.673 inwoners (volkstelling 2010).